# Heterophleps longiramus
Heterophleps longiramus là một loài bướm đêm trong họ Geometridae.